# Wodospad Roztoki

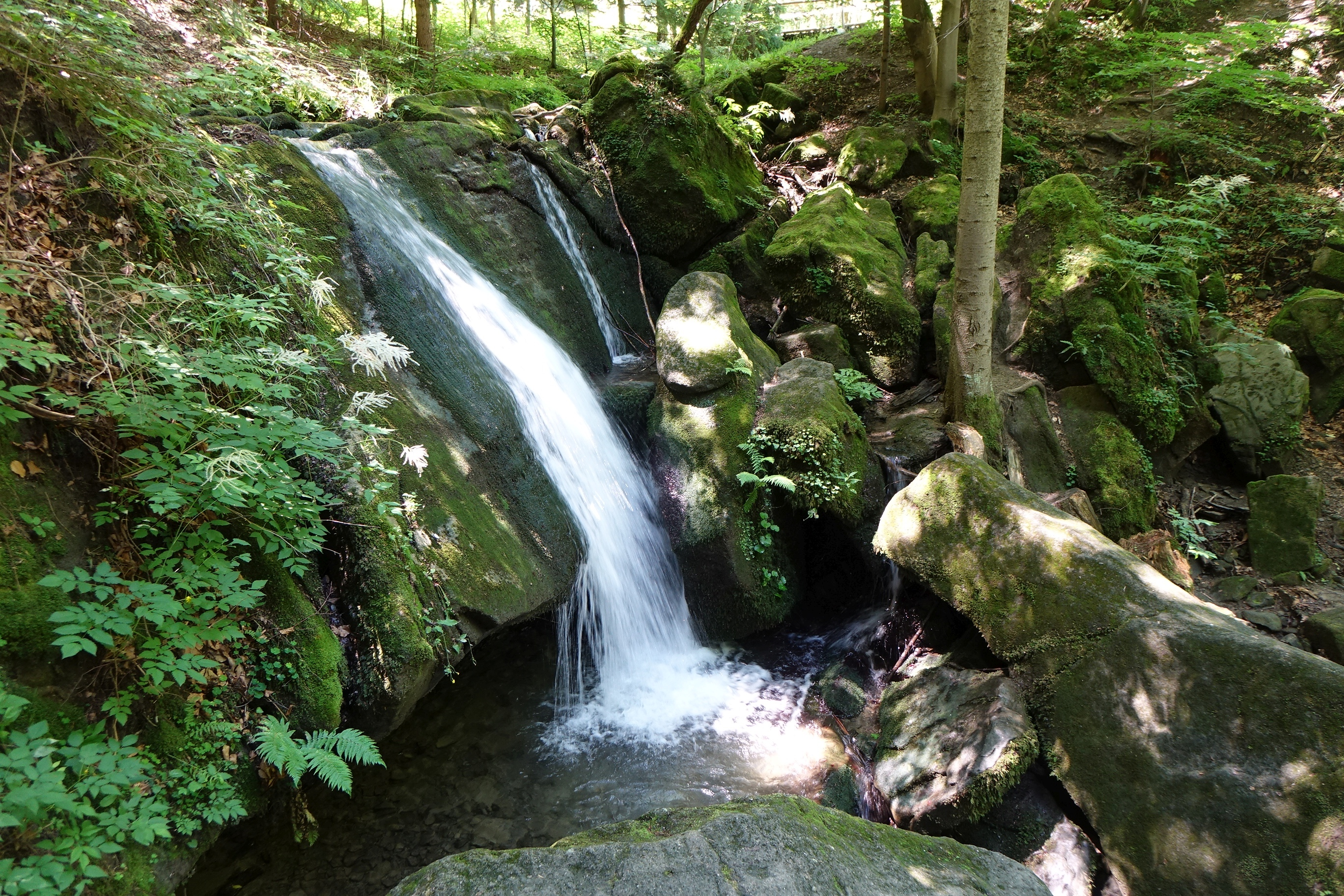

Wodospad Roztoki – wodospad na potoku Roztoki we wsi Stryszawa w województwie małopolskim, w zachodniej części powiatu suskiego, siedziba gminy Stryszawa. Potok Roztoki nazywany też bywa Upornym Potokiem.
Wodospad znajduje się w lesie na północnych stokach Jałowca. Przy drodze na przysiółku Roztoki jest parking i obok niego droga leśna, która po około 800 m doprowadza do wodospadu. Przy drodze są w tym miejscu ławeczki i drewniane schody, którymi można zejść do wodospadu. Drogą tą prowadzi ścieżka przyrodnicza, która nieco powyżej wodospadu łączy się z żółtym szlakiem turystycznym. Dojście od parkingu do wodospadu zajmuje około 15 minut.
Wodospad ma dwa progi skalne i łączną wysokość około 5 m. Jest jedną z atrakcji turystycznych wsi Stryszawa. Jego kamienny próg jest podobny do rekina, a podkreśla to namalowana na skale sylwetka rekina. Przy drodze nieco powyżej wodospadu jest głaz z tablicą upamiętniającą prymasa Stefana Wyszyńskiego, który wędrując na Siwcówkę lubił w tym miejscu odpoczywać.
 Stryszawa-Roztoki – Wodospad Roztoki – skrzyżowanie ze szlakiem niebieskim. Czas przejścia 1godz., z powrotem 45 min